# Johann Schreck
Johann Schreck (Constança, 1576 - Pequín, 1630) també conegut com a Johann Terrenz o Johannes Terrentius, jesuïta alemany, metge, astrònom i matemàtic, missioner a la Xina durant el regnat de l'emperador Chongzhen a finals de la Dinastia Ming.

## Biografia

### Primers anys
Johann Schreck va néixer el 1576 a Constança al Gran Ducat de Baden a Suàbia (actual Alemanya).
A l'edat de 14 anys va entrar a la Universitat de Friburg on va estudiar segons el canon del "Trivium" gramàtica llatina, retòrica de Ciceró i la lògica d'Aristòtil i d'acord amb el "Quadrivium" aritmètica, geometria d'Euclides, astronomia de Ptolemeu i música. També va estudiar grec i hebreu i el 1594 va obtenir el títol de batxiller. Va tenir l'opció de col·laborar amb el advocat i matemàtic francès François Viète i a la mort d'aquest, va anar a la Universitat de Pàdua on va ser alumne de Galileo Galilei.

### Estades per Europa
El 1600 va estudiar a La Sorbona de París on va escriure una tesi sobre meteorologia i el 1604 va anar a Roma convidat per Caspar Schoppe. El 1606 va anar a Breslau, Praga i Basilea, i a finals d'aquest any es va matricular a la Universitat protestant de Rostock. Més tard, a finals del 1607 va anar a Augsburg i a Múnic on va conèixer a Guillem V de Baviera.
El 1610 va tornar a Roma on va viure amb el seu amic, el metge i botànic Johannes Faber i va contactar amb Federico Cesi un dels fundadors de l'Academia Nazionale dei Lincei i va tornar a coincidir amb Galileu.
El 3 de maig de 1611 va ingressar a l'Accademia dei Lincei on va treballar conjuntament amb Johannes Faber i Theophilus Muller en l'enciclopèdia sobre flora i fauna de l'Americà Central, "Rerum medicarum Novae Hispaniae Thesaurus" obra iniciada pel metge i botànic castellà Francisco Hernández de Toledo.
Va ingressar a la Companyia de Jesús l'1 de novembre de 1611 i va ser ordenat sacerdot el 1618.
Quan l'any 1613 el jesuïta flamenc Nicolas Trigault va tornar de la Xina a Europa per aconseguir finançament i material científic per l'activitat missionera, va contactar entre altres amb Johann Schreck a qui va convertir en "assessor acadèmic" i amb qui va viatjar per diversos països europeus, com a Flandes on van coincidir amb el pintor Peter Paul Rubens que va fer un retrat de Trigault.

### Activitat a la Xina
El febrer de 1618 l'expedició comandada per Trigault va sortir de Lisboa en direcció a la Xina, via Goa, D'un total de 22 jesuïtes només vuit van arribar-hi vius, entre ells Giacomo Rho, Johann Adam Schall von Bell i Schreck.
Els primers mesos passats a Goa abans d'entrar a la Xina, Schreck va fer treball de botànica, flora i fauna de la zona i va sortir cap a Macau el maig de 1614, on hi van estar més de dos anys abans de poder entrar a territori imperial.
El 21 de juny de 1629 va tenir lloc un eclipsi que va ser calculat per dues escoles d'astrònoms xinesos, la tradicional i la mahometana i també per Schreck que va ser l'únic amb un resultat correcta. Schreck va explicar que no era un error dels altres astrònoms, sinó del sistema i que calia adoptar el model europeu.
El 1er de setembre de 1629, un edicte imperial va ordenar la constitució d'una nova “Oficina d'astronomia" sota la direcció de Xu Guangxi amb la missió de reformar el calendari xines “d'acord amb els mètodes occidentals”. El treball es va encarregar a Nicolò Longobardo i Johannes Schreck, amb Li Zhao i un grup d'experts xinesos. Schreck va ultimar un programa de traduccions de textos europeus i la preparació de nous tractats tècnics relatius a matèries com l'aritmètica, geometria, hidràulica, òptica o mecànica, sense oblidar la construcció d'aparells científics útils per les observacions i mesures.
Va ser l'introductor del telescopi a la Xina i el 1634 en va regalar un a l'emperador Chongzhen.
A la Xina va utilitzar el de Deng Yuhan Hanpo (鄧玉函) i per els seu treballs en ciències naturals a l'Índia va rebre el nom de "Plinius Indicus" com el botànic alemany Georg Eberhard Rumphius (1627-1702).
Va morir a Pequín l'11 de maig de 1630.

## Obres destacades
Entre altres, va traduir al xinès un tractat d'Anatomia: "Resum de la teoria occidental del cos humà" (Taixi renshen shuogai 泰西人身說概) que va ser revisada i corregida per Bi Gongchen 畢拱辰 (al voltant de 1643-44).
Amb Giacomo Rho i Johann Adam Schall von Bell va escriure: Jiaoshi biao (taules sobre eclipsi lunar i solar), Chidao nanbei liangzong xingquantu (Planisferi Celeste) i Baxianbiao (Taules trigonomètriques).
Amb Johann Adam Schall von Bell va escriure un compendi d'Astronomia (Cetian yueshuo) i també va col·laborar en la col·lecció de llibres sobre astronomia i matemàtiques (Chongzhen lishu) amb Xu Guangqi, Li Zhidao, Li Tianjing i Nicolò Longobardo.